# كورجون ألبي
كورجون ألبي (الاسم العلمي:Coregonus alpinus) هو نوع من الأسماك يتبع جنس الكورجون من فصيلة سمك السلمون.